# Hermann Dünow
Hermann August Richard Dünow (* 6. März 1898 in Berlin; † 29. September 1973 ebenda) war ein deutscher KPD-Funktionär und Widerstandskämpfer gegen den Nationalsozialismus. Von 1927 bis 1933 war er für die Sicherheits- und militärpolitische Arbeit der KPD und unter anderem für spektakuläre Gefangenenbefreiungen verantwortlich. Im Juli 1933 übernahm er die Leitung des Antimilitärischen Apparates (AM-Apparat, auch M-Apparat), des Nachrichtendienstes der KPD. Nach seiner Verhaftung im Dezember 1933 wurde er 1935 zu einer lebenslänglichen Zuchthausstrafe verurteilt, die er bis zur Befreiung 1945 in verschiedenen Strafanstalten verbüßte.
In der DDR arbeitete er von März 1948 bis 1955 als Chefredakteur der Zeitschrift Die Volkspolizei und von 1952 bis 1956 auch als Stellvertreter des Leiters der Politischen Verwaltung bei der Hauptverwaltung Deutsche Volkspolizei im Ministerium des Innern (MdI). Von 1956 bis 1958 war er für die Pressearbeit des MdI zuständig.

## Leben

### Im Deutschen Kaiserreich
Dünow, Sohn eines Metallarbeiters und einer Wäscherin, besuchte von 1904 bis 1912 die Volksschule, absolvierte von 1912 bis 1916 in Berlin eine Ausbildung zum Klempner und arbeitete anschließend in diesem Beruf. 1916 trat er dem Deutschen Metallarbeiter-Verband bei. 1917/1918 leistete er Kriegsdienst. Er wurde 1918 in Frankreich verwundet.

### Während der Weimarer Republik
Nach einem Lazarettaufenthalt in Schlettstadt im Elsass war er Mitglied eines Soldatenrates im Elsass. Dünow kehrte im Januar 1919 zurück nach Berlin. Er trat 1919 der USPD bei, 1920 wurde er Mitglied der KPD. Von 1920 bis 1922 arbeitete Dünow als Klempner bei Siemens in Berlin und war dort Mitglied des Betriebsrates. Ab 1922 war er Leiter des „Militärpolitischen Apparates“ (M-Apparat) der KPD in Berlin-Neukölln. Zusätzlich gehörte er von 1923 an der dortigen Unterbezirksleitung der KPD an, von 1924 bis 1927 war er Mitglied der Bezirksleitung Berlin-Brandenburg der KPD.
Dünow gehörte im Juli 1924 zu den Mitbegründer des Roten Frontkämpferbundes. Er baute Ende 1924 den Nachrichtendienst der KPD für den Bezirk Berlin-Brandenburg wieder auf und wurde dessen Leiter (Deckname: „Reinhold“). Daneben war Dünow auch journalistisch tätig und beteiligte sich an der Herausgabe der militärpolitischen Zeitschrift der KPD Oktober. Militärpolitisches Mitteilungsblatt (Pseudonym: „Konrad Funk“/„K. F.“). Zusammen mit Adolf Sauter verantwortete er die technisch-organisatorischen Arbeiten für Druck und Vertrieb des Oktobers.
Von 1927 bis 1933 war Dünow als Mitarbeiter des ZK der KPD für die Sicherheits- und militärpolitische Arbeit zuständig. Im Sommer 1927 forderte ihn Ernst Schneller, der damals der Leiter der militärpolitischen Abteilung des ZK war, auf, das Ressort Abwehr im zentralen M-Apparat der KPD zu übernehmen. Dünow leitete anschließend das Abwehrressort bis Anfang 1930.
Die KPD-Führung beauftragte Dünow im Frühjahr 1928 damit, Otto Braun aus dem Untersuchungsgefängnis Berlin-Moabit zu befreien. Nach eingehendem Studium der Verhältnisse des Moabiter Gefängnisses entschied Dünow, einen Besuch Olga Benarios bei ihrem Lebensgefährten Braun für die Befreiungsaktion zu nutzen. Am Morgen des 11. April 1928 war Benario bei Braun zu Besuch, der wie üblich im Zimmer des Untersuchungsrichters stattfand. Kurz nachdem sie eingetreten war, folgte Dünow mit fünf weiteren Kommunisten in das Vernehmungszimmer. Die Gruppe richtete ungeladene Pistolen auf die Braun bewachenden Beamten und ermöglichte ihm zusammen mit Benario die Flucht. Die Befreiungsaktion kam so überraschend, dass auch vier der fünf Fluchthelfer – darunter Dünow – durch die Seitenausgänge entkommen konnten.
Durch die gelungene Befreiungsaktion ermutigt, versuchte Dünow im August 1928 auch den Kommunisten Rudolf Margies aus dem Gefängnis in Gerthe (ab 1929 zu Bochum) zu holen. Der für die Aktion angeworbene Hilfswachtmeister informierte jedoch die Polizei. Dünow wurde festgenommen und im Dezember 1928 vom Schöffengericht Bochum wegen versuchter Beamtenbestechung zu sechs Monaten Gefängnis verurteilt, die er in Bochum verbüßte.
Anfang 1930 bis Juli 1930 besuchte Dünow – zusammen mit Heinrich Fomferra und Paul Gräf – einen sechsmonatigen Lehrgang an der Militärpolitischen Schule der Komintern in Moskau, danach war er wieder Mitarbeiter des M-Apparates, zunächst als Sekretär der militärpolitischen Abteilung unter Hans Kippenberger, der die Leitung der Abteilung von Schneller übernommen hatte. Anfang 1932 wurde Dünow dann Leiter des Iffland-Apparates (Deckbezeichnung: „Iduna“), der für die Beschaffung illegaler Büros und Quartiere, Anlaufstellen und Deckadressen zuständig war.
1932 versuchten Dünow und Adolf Sauter, den in Wilhelmshaven internierten Matrosen Kurt Spital gewaltsam zu befreien. Der Angehörige der Wilhelmshavener Torpedoboothalbflottille, Spital, der als Kommunist in die Reichsmarine eingeschleust worden war, hatte bis zu seiner Festnahme im Jahre 1931 wichtige Informationen über Torpedo- und Artillerieschießübungen, Schießtabellen, Kartenskizzen und Befehle der Marineleitung geliefert. Der Befreiungsversuch scheiterte jedoch.

### Zeit des Nationalsozialismus
Im Februar 1933 war Dünow verantwortlich für die Organisation und Sicherung der illegalen Tagung des ZK der KPD in Ziegenhals bei Berlin. Nach der Festnahme von Karl Wiehn am 8. Mai 1933 übernahm Dünow kurzfristig (Mai/Juni 1933) die Leitung der kommunistischen Passfälscherorganisation. Im Sommer wurde er von Adolf Sauter abgelöst. Nach der Emigration Hans Kippenbergers wurde Dünow im Juli 1933 amtierender Leiter des gesamten Nachrichtendienstes der bereits in die Illegalität gedrängten KPD. Am 18. Dezember 1933 wurde Dünow zusammen mit Karl Langowski durch den Verrat Alfred Kattners verhaftet. Bei der Übergabe von Fotos für einen Pass, der Kattner die Emigration in die Sowjetunion eröffnen sollte, wurden sie durch die Gestapo festgenommen. Dünow wurde gefoltert, dabei von einer „Ohnmacht in die andere geschlagen“. Er versuchte in den ersten Tagen der Haft, sich trotz schärfster Bewachung zweimal das Leben zu nehmen. Am 30. September 1935 wurde Dünow vom Volksgerichtshof „wegen Vorbereitung eines hochverräterrischen Unternehmens [...] begangen in schwerer Tateinheit im Urkundenfälschung“ zu einer lebenslangen Zuchthausstrafe verurteilt. Der Volksgerichtshof lastete Dünow unter anderem als „Hochverrat“ an, dass er damit beauftragt und befasst war, geheime Quartiere für die leitenden Kader der KPD, darunter Ernst Thälmann zu beschaffen. Neben Dünow wurden im selben Prozess die Mitarbeiter des KPD-Nachrichtenapparates (N-Apparat) Karl Schuster und Arthur Lange zu jeweils drei bzw. zwei Jahren Zuchthaus verurteilt. Dünow war nach seiner Verurteilung in verschiedenen Zuchthäusern inhaftiert: 1935/36 im Zuchthaus Luckau, 1936/37 im „Isolierflügel“ des Zuchthauses Berlin-Plötzensee, von 1937 bis 1942 im Zuchthaus Gollnow (Pommern) und zuletzt von 1942 bis 1945 im Zuchthaus Brandenburg-Görden. Hier gehörte er Ende April 1945 dem aus Kommunisten, Sozialdemokraten, Bürgerlichen und ausländischen Gefangenen bestehenden Häftlingsausschuss an. Am 27. April 1945 wurde Dünow von der Roten Armee befreit.

### In SBZ und DDR
Im Mai 1945 kehrte Dünow zurück nach Berlin-Neukölln und trat dort im Juni wieder der KPD bei. Im Juli 1945 wurde er Pressereferent, dann stellvertretender Leiter der Pressestelle im Polizeipräsidium Berlin, die von Huldreich Stroh, der vor 1933 Mitarbeiter des M-Apparates der KPD-Bezirksleitung Berlin-Brandenburg gewesen war, geleitet wurde. Dünow war dort mit der Suche und Auswertung von NS-Akten befasst. So räumte unter der Leitung Dünows im Auftrage der Sowjetischen Militäradministration im Juli 1945 eine Gruppe deutscher Kommunisten die Zentrale des ehemaligen Reichssicherheitshauptamtes in der Prinz-Albrecht-Straße, das sich im amerikanischen Sektor Berlins befand, aus. Die Gruppe stellte Akten und Dokumente sicher, darunter Originalbriefe Ernst Thälmanns.
Ab Juli 1946 fungierte Dünow als Leiter der Presseabteilung der Deutschen Verwaltung des Innern und war dann von März 1948 bis 1955 Chefredakteur der Zeitschrift Die Volkspolizei sowie von 1950 bis 1952 zugleich auch des SED-Organs in der Deutschen Volkspolizei Unser Signal. Zwischen 1948 und 1952 war Dünow Mitarbeiter der Hauptabteilung Polit-Kultur. Von 1950 bis 1953 absolvierte er ein Fernstudium an der Parteihochschule „Karl Marx“ der SED. Von 1952 bis 1956 fungierte Dünow als Stellvertreter des Leiters der Politischen Verwaltung bei der Hauptverwaltung Deutsche Volkspolizei im Ministerium des Innern (MdI).

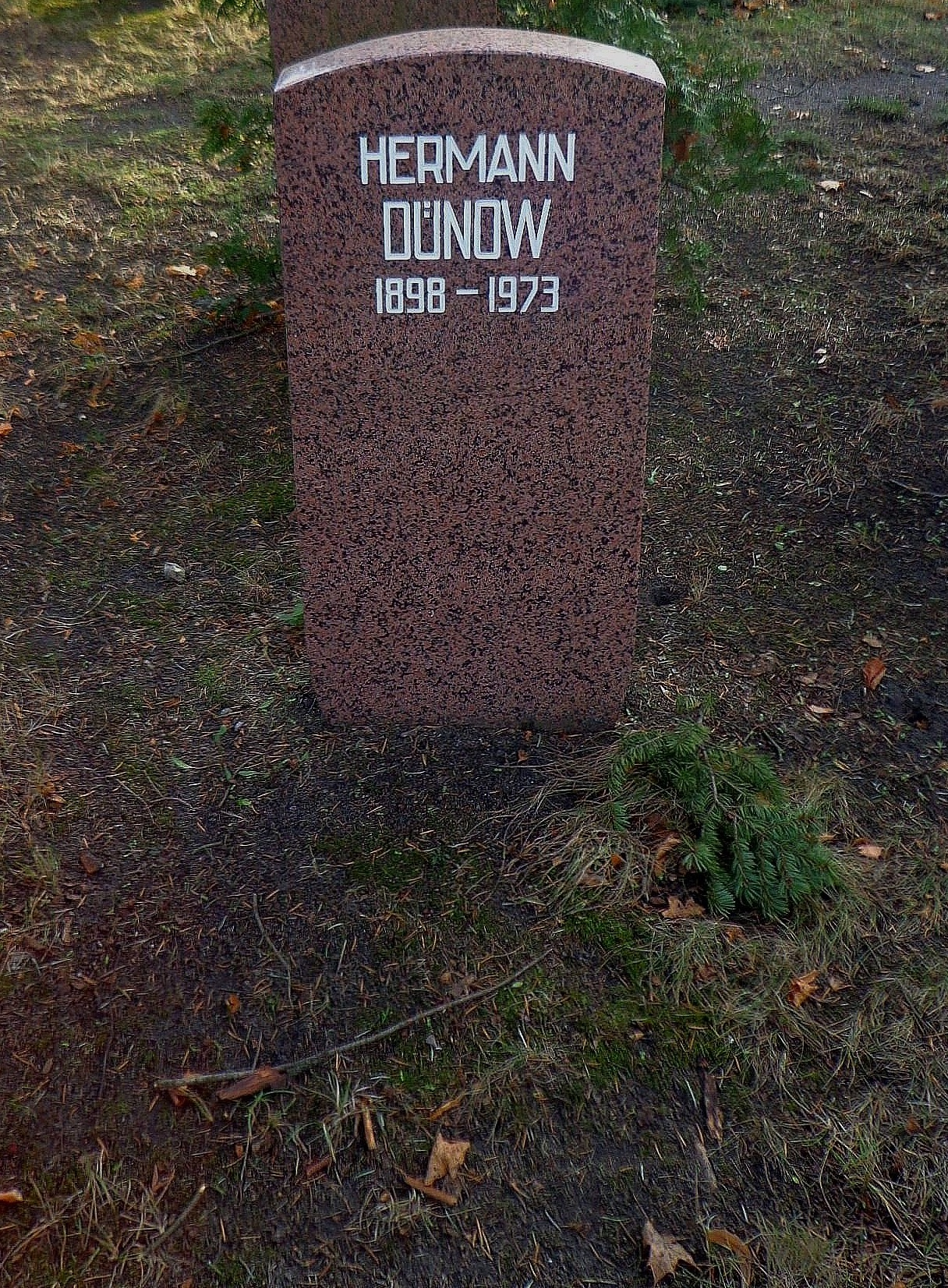
Grabstätte

Im September 1954 verpflichtete Erich Mielke Dünow als geheimen Informator (GI) für das Ministerium für Staatssicherheit und setzte ihn auf ehemalige Widerstandskämpfer an. Die Verwendung endete vier Jahre später. Von 1956 bis 1958 leitete Dünow als Oberst die Adjutantur des Ministeriums und war zuständig für die Pressearbeit des MdI. Von 1958 bis 1963 war er stellvertretender Vorsitzender der Sektion Militärpolitik beim Präsidium der Gesellschaft zur Verbreitung wissenschaftlicher Kenntnisse. 1959 trat Dünow in den Ruhestand, war jedoch weiterhin publizistisch tätig.
Anlässlich des 80. Geburtstages Ernst Thälmanns am 16. April 1966 veröffentlichte Dünow in einem Artikel des Neuen Deutschlands auf der Grundlage aufbereiteter Gestapo-Unterlagen Informationen zur Verhaftung Ernst Thälmanns. Indem er dabei den Gartenkolonie-Kassierer Hermann Hilliges aus Gatow als allein Schuldigen benannte, obwohl er, wie der Historiker Ronald Sassning bemerkt, es besser gewusst habe, seien entscheidende Umstände und Vorgänge vertuscht worden.
Dünows Urne wurde in der Grabanlage Pergolenweg des Berliner Zentralfriedhofs Friedrichsfelde beigesetzt.

## Schriften (Auswahl)
- Der Rote Frontkämpferbund. Die revolutionäre Schutz- und Wehrorganisation des deutschen Proletariats in der Weimarer Republik. Verlag des Ministeriums für nationale Verteidigung, Berlin 1958.
- Mächtig und unbesiegbar. Verlag des Ministeriums für nationale Verteidigung, Berlin 1960.

### Aufsätze
- Über die Stellung der KPD zur Reichswehr in der Weimarer Republik. In: Militärwesen, Heft 1 (1961).
- Zur Geschichte der deutschen Volkspolizei. In: Schriftenreihe der Deutschen Volkspolizei, Heft 6 (1962), S. 542–554.
- Gegen individuelle Aktionen – für revolutionären Klassenkampf. In: Deutschlands unsterblicher Sohn. Erinnerungen an Ernst Thälmann. Dietz Verlag, Berlin 1981, S. 317–326.

## Auszeichnungen
- Karl-Marx-Orden (1958)
- Franz-Mehring-Ehrennadel (1958)
- Verdienstmedaille der NVA (1962)
- Vaterländischer Verdienstorden (VVO) in Bronze (1954) und in Gold (1968), Ehrenspange zum VVO in Gold (1973)
- Verdienstmedaille der Organe des MdI (1969, 1971)

## Film
- Mein ganzes Leben lang. Hermann Dünow berichtet aus seinem Leben. (Regie: Annelie und Andrew Thorndike, DEFA 1971)[22]